# Матијас Шегрен
Матијас Шегрен (швед. Mattias Sjögren; рођен 27. новембра 1987. у Ландскрони, Шведска) професионални је шведски хокејаш на леду који игра на позицији централног нападача.
Тренутно наступа у редовима шведског Линћепинга у СХЛ лиги, за који наступа од сезоне 2013/14. Првак је Шведске са Ферјестадом из сезоне 2010/11. 
У дресу саниорске репрезентације Шведске освојио је две медаље на светским првенствима, сребро на СП 2011. у Братислави и бронзу са СП 2014. у Минску. 
Његов рођени брат Маркус такође је професионални хокејаш.

## Клупска каријера
Матијас Шегрен је почео да се бави хокејом на леду играјући у млађим категоријама шведске екипе Регле још 2003. године, док се професионалним хокејом бави од сезоне 2005/06. када је његова екипа Регле играла квалификације за наступ у елитној шведској лиги (у то време играли у другој лиги). За екипу Реглеа одиграо је укупно 5 сезона, а током последње сезоне проведене у тиму (сезона 2009/10) имао је статус заменика капитена тима. Потом прелази у редове једног од најуспешнијих шведских клубова Ферјестад (једногодишњи уговор) са којим је већ у првој сезони освојио титулу националног првака (сезона 2010/11). 
Захваљујући доста солидним партијама које је пружио играјући за Ферјестад (8 голова, 25 асистенција на 64 утакмице) током сезоне у којој је освојио и националну титулу, као слободан играч у јуну 2011. потписује двогодишњи професионални уговор са екипом Вашингтон Капиталса из НХЛ лиге. Укупна вредност уговора је износила 1,8 милиона америчких долара.
По окончању тренинг кампа Капиталса уочи почетка сезоне прослеђен је у редове екипе Херши берса, тима из АХЛ лиге који је развојна филијала екипе из главног града Сједињених Држава. Након свега 19 одиграних утакмица у дресу америчког тима, а пошто није добио позив за наступ у Капиталсима, Шегрен се враћа у Шведску и већи део те сезоне као позајмљен играч, игра за Ферјестад. Иако је у априлу 2012. добио позив за наступ у дресу Капиталса током плејоф утакмица Стенли купа, није добио шансу у првом тиму. 
Након још једне сезоне у редовима Хершија током које је забележио доста скроман учинак од свега 3 гола и 5 асистенција у 32 одигране утакмице, Шегрен се коначно враћа у Шведску и као слободан играч потписује трогодишњи уговор са СХЛ лигашем Линћепингом (у мају 2013. године).

## Репрезентативна каријера
Иако је у неколико наврата играо како за јуниорску, тако и за сениорску репрезентацију Шведске углавном на пријатељским утакмицама, први важнији наступ у дресу репрезентације „Три круне“ Шегрен је остварио на Светском првенству 2011. играном у главном граду Словачке Братислави. Шегрен је на том турниру одиграо 9 утакмица, уз учинак од 1 гола и 3 асистенције, што је био његов најбољи успех у националном дресу. Репрезентација Шведске је на том турниру освојила сребрну медаљу. 
Други велики наступ остварио је на СП 2014. играном у Минску, на којем је Шведска освојила бронзану медаљу. 